# Câmara dos Representantes da Austrália

A Câmara dos Representantes da Austrália é uma das duas casas (câmaras) do Parlamento da Austrália, é a câmara baixa do parlamento bicameral da Austrália; o Senado é a câmara alta. Sua composição e poderes são estabelecidos no Capítulo I da Constituição da Austrália.

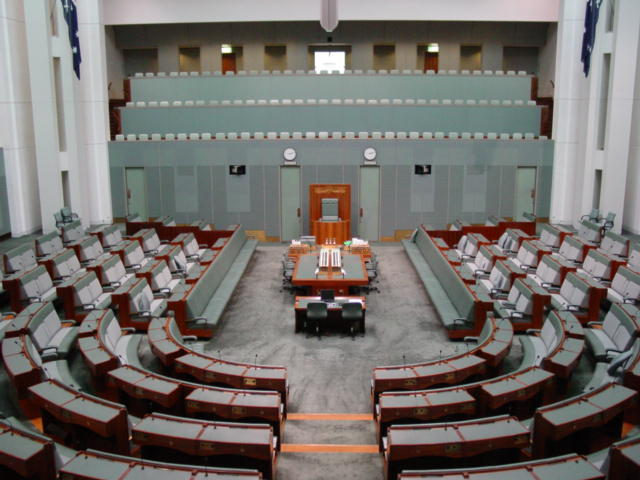
Câmara dos Representantes da Austrália no interior do Parlamento.

O mandato dos membros da Câmara dos Representantes é de no máximo três anos a partir da data da primeira sessão da Câmara, mas em apenas uma ocasião desde que a Federação o mandato máximo foi atingido. A Casa é quase sempre dissolvida mais cedo, geralmente sozinha, mas às vezes em uma dissolução dupla de ambas as Casas. As eleições para membros da Câmara dos Representantes costumam ser realizadas em conjunto com as do Senado. Um membro da Câmara pode ser referido como um "Membro do Parlamento" ("MP" ou "Membro"), enquanto um membro do Senado é geralmente referido como um "Senador". O governo do dia e, por extensão, o primeiro-ministro devem conquistar e manter a confiança desta Câmara para ganhar e permanecer no poder.
A Câmara dos Representantes consiste atualmente de 151 membros, eleitos e representando distritos de um único membro, conhecidos como divisões eleitorais (comumente chamados de "eleitorados" ou "cadeiras"). O número de membros não é fixo, mas pode variar com mudanças de limites resultantes de redistribuições eleitorais, que são exigidas regularmente. O aumento geral mais recente no tamanho da Câmara, que entrou em vigor na eleição de 1984, aumentou o número de membros de 125 para 148. Reduziu para 147 na eleição de 1993, voltou a 148 na eleição de 1996, aumentou para 150 nas eleições de 2001 e está em 151 nas eleições federais australianas de 2019.